# 스켈던
스켈던(영어: Skeldon)은 가이아나의 도시이다. 인구는 4,380명이다.